# Пилат Володимир Степанович
Володимир Степанович Пилат (нар. 15 вересня 1955, Львів) — український дослідник та знавець бойових мистецтв, засновник бойового гопака. Займався у 1964 карате Канку

## Біографія

### Походження
Володимир Пилат народився 15 вересня 1955 року у Львові. Дід по батьківській лінії Михайло Пилат походив із лицарського роду, який ще з 1121 року мав свій родовий герб під назвою «Новий», пройшов Першу світову, громадянську і Другу світову війни. Дід по матері, Андрій Гідей, за часів Австро-Угорщини служив в особистій охороні австрійського цісаря Франца-Йосифа. У селі Завидовичі біля Городка, звідки він родом, завжди була школа, в якій вчили дітей боротися. Дід став першим учителем юного Володимира. Батько працював в правоохоронних органах.

### Шкільні та юнацькі роки
1962 року Володимир почав тренування зі спортивної гімнастики, якою займався чотири роки. Ще до приходу в секцію, завдяки постійним тренуванням вдома, був добре розвинений фізично. Після гімнастики перейшов у секцію вільної боротьби, де займався два роки. Багато разів брав участь у змаганнях, перемагав досвідченіших суперників. 1968 року почав вивчати карате стилю кьокусін. Подолавши за 9 років шлях від новачка до майстра, у 1977 році він успішно склав іспити на 1-й дан карате і отримав чорний пояс. Це давало йому право стати вчителем.

### Відкриття власної школи карате
Відкрив власну школу карате кьокусін, паралельно вивчаючи інші стилі — годзю-рю, соне, карате-до за Фунакосі та Накаямою, а також кікбоксинг.
На початку 1980-х років школа Володимира Пилата перемогла всі школи бойових мистецтв, що існували на той час у Львові. Майже всі двобої він та його учні вигравали нокаутом. На той час це була єдина школа у Львові, яка постійно практикувала фул-контакт. Саме в цій школі вперше на території колишнього Союзу почали застосовувати жорсткі накладки для рук, ніг, грудей та спини, а також шоломи, що захищають потилицю і маківку голови.

### Створення експериментальної школи
У 1985 році Володимир Пилат створив експериментальну школу з дослідження і вивчення бойової культури українського народу. Два роки дослідницької роботи дали позитивний результат і вже з 1987 року, остаточно покинувши карате, Пилат почав відновлювати і розвивати бойовий гопак. Ще 1989 року організував у Львові перший Всеукраїнський з'їзд козацтва, на який зібралися ентузіасти зі всієї України. У 1990 році з метою легалізації діяльності з відродження українського козацтва та козацьких бойовий мистецтв Володимир Пилат створив громадську організацію «Фольклорно-спортивна асоціація "Галицька Січ"», на базі якої бойовий гопак розвивався протягом наступних семи років.
До числа співзасновників «Галицької Січі» входили Приступа Євген Никодимович (нині доктор педагогічних наук, професор ЛДУФК), Олесь Нога (нині кандидат наук, українознавець), Марія Шунь (поетеса). «Галицька Січ» стала великою творчою лабораторією.
Наприкінці 1980-х — на початку 1990-х років Володимир Пилат та його учні активно включаються до процесів національного відродження, брали дієву участь як у повсякденній роботі, так і в масових заходах, спрямованих на відновлення української державності. Має духовного наставника в церкві c. Страдч.
Здобуття Незалежності у 1991 році дає новий поштовх праці. Він організовує численні поїздки по Україні, показові виступи в різних містах, фестивалі, навчальні семінари. У тому ж році виходить друком перша книга, яка містить відомості про відроджене бойове мистецтво українців — «Традиції української національної фізичної культури» (у співавторстві Євгеном Приступою). Трохи згодом, у 1994 році, Володимир Пилат видав книгу Бойовий гопак. Окрім бойової техніки, що не має аналогів в інших системах, в книзі подано ґрунтовну історичну розвідку про витоки бойової культури українського народу, а також повністю розроблені правила змагань з бойового гопака, вимоги на рівні майстерності та світоглядну концепцію сучасного українського лицаря.
Завдяки постійній подвижницькій праці Володмира Пилата осередки бойового гопака створюються в різних регіонах України. Його дослідження і розробки мали вплив на інші стилі українських бойових мистецтв: спас, хрест, собор та інші. У 1997 році рішенням Установчих зборів Центральної школи бойового гопака Володимирові Пилату, як засновнику стилю, присвоєно пожиттєве звання Верховного учителя бойового гопака. У 1999 році Пилат випускає у світ друге, доповнене видання навчального посібника Бойовий гопак.

### Створення Міжнародної федерації бойового гопака
У зв'язку зі зростанням зацікавлення лицарським мистецтвом українців у світі, в серпні 2001 року створено Міжнародну федерацію бойового гопака, президентом якої також було обрано Володимира Пилата.
У 2002 році за його сприяння та безпосередньої участі була створена школа асгарди, а 2003 року літературна агенція «Піраміда» видала книгу-підручник «Асгарда» за співавторства Пилата та Катерини Тарновської. Книга також є спробою незалежної оцінки вкладу українського жіноцтва в справу державотворення та державоуправління від найдавніших часів до сьогодення.
У 2004 році видавничий дім «Панорама» видав «Кодекс лицарської честі гопаківця». Книга написана у найважчий період життя Володимира Пилата, та за його словами є підсумком його лицарського шляху.
2004 року Галицька видавнича спілка на прохання фахівців міністерства освіти видала його книгу «Бойовий гопак та основи захисту Вітчизни», яка мала стати підручником для учителів допризивної підготовки молоді. Однак з часом цей проект заблокували.
У 2007 році побачила світ друга книга про бойове мистецтво жінок України — асгарду (видавництво «Сполох»), написана Пилатом у співавторстві з Катериною Тарновською. У книзі репрезентується другий рівень майстерності амазонок, а також техніка володіння палицею, самозахист, та оздоровча система ДІР. У липні 2007 року Пилат провів Перший міжнародний семінар з бойового гопака у м. Калуші Івано-франківської області.
Для підвищення якості викладання методики бойового гопака у 2008 році Володимир Пилат разом із керівником школи бойового гопака «ШАБЛЕЗУБ» Володимиром Куцаном видав «Методичний посібник вчителя бойового гопака на вивчення техніки рівня майстерності „жовтяк“» (видавництво ШБГ «Хорс»). Також 2008 року видавництво «Сполох» видало методичний підручник «Бойовий гопак — жовтяк» (спрощений варіант), а також цей же методичний підручник, розширений та доповненний кольоровими фотографіями. Видання вийшло за сприяння командувача Галицького козацького округу Українського реєстрового козацтва, генерала армії УРК Володимира Кожана. У липні 2008 року В. Пилат провів Другий міжнародний семінар з бойового гопака у м. Хмельницькому, а в серпні цього ж року — 23-й Всеукраїнський семінар з бойового гопака.
У жовтні 2008 року Верховний учитель бойового гопака упорядкував та видав «Співаник гопаківців», у якому вперше висвітлено езотеричний вплив співу на ауру людини та прискорення духовного зростання особистості.

### Сьогоднішня діяльність
На сьогоднішній день очолює Правління та Раду вчителів ЦШБГ, Міжнародну федерацію бойового гопака, йому належать авторські права на стиль національного бойового мистецтва бойовий гопак та методику його викладання.Професор, доктор фізико-математичних наук Ігор Огірко — науковий консультант з біомеханіки Міжнародної Федерації Бойового Гопака.
Володимир Пилат упродовж останніх десяти років стверджує про плани будівництва Всесвітнього вишкільного центру у селі Брюховичі (біля Львова) на земельній ділянці, яка належить його знайомій Ореславі Іванишин-Орел, щоб поширювати лицарську культуру на різні сфери життя українців, утвердження бойового гопака як олімпійського виду спорту.

## Нагороди
- Почесна відзнака Львівської обласної ради «100-річчя від дня проголошення Західноукраїнської Народної Республіки».[4]
- Хрест Івана Мазепи.[5]

## Праці
- «Бойовий Гопак». Видавництво «Сполом». Перевидання Видавництво «Логос», 1999. Перевидання «Галицька видавнича спілка», 1999.
- «Бойовий Гопак і основи захисту Вітчизни». Видавництво «Україна», 2016.